# Małgorzata Reszka
Małgorzata Reszka (ur. 23 marca 1989 w Bydgoszczy) – polska lekkoatletka, wieloboistka i skoczkini w dal.

## Kariera sportowa
Zawodniczka SL WKS Zawisza Bydgoszcz sięgała po liczne medale mistrzostw polski juniorów młodszych, juniorów, młodzieżowców oraz seniorów. W 2008 reprezentowała Polskę podczas mistrzostw świata juniorów w Bydgoszczy, gdzie zajęła 14. miejsce w siedmioboju. Srebrna medalistka mistrzostw Polski seniorów (Piła 2009). Zwyciężczyni (w drużynie) Superligi Pucharu Europy w wielobojach (Szczecin 2009).

## Rekordy życiowe
- siedmiobój lekkoatletyczny – 5444 pkt. (2008)
- skok w dal – 6,48 (2010)